# Prêmio Guarani de Cinema Brasileiro 2014
O Prêmio Guarani de Cinema Brasileiro de 2014 foi a décima nona edição do Prêmio Guarani, organizada pela Academia Guarani de Cinema. Os cinco finalistas de cada categoria foram selecionados pelos membros da Academia Guarani de Cinema, os quais são críticos e jornalistas de todo o Brasil. A divulgação dos indicados foi feita em parceria com o site Papo de Cinema a partir de 07 de abril de 2014.

## Vencedores e indicados
Os nomeados para a 20ª edição foram anunciados na página oficial do Papo de Cinema em 7 de abril de 2014. Os vencedores estão em negrito, de acordo com a divulgação do site Papo de Cinema.
| Melhor Filme | Melhor Direção |
| --- | --- |
| - O Som ao Redor – Emilie Lesclaux - Faroeste Caboclo – Bianca De Felippes, Marcelo Ludwig Maia, René Sampaio - O Abismo Prateado – Rodrigo Teixeira, Luiz Affonso Otero, Pedro Paulo Magalhães - Tabu – Sandro Aguilar, Luís Urbano, Caio Gullane, Fabiano Gullane, Débora Ivanov, Gabriel Lacerda - Tatuagem – João Vieira Jr, Chico Ribeiro, Ofir Figueiredo | - Kleber Mendonça Filho – O Som ao Redor - Hilton Lacerda – Tatuagem - Karim Aïnouz – O Abismo Prateado - Miguel Gomes – Tabu - Petra Costa – Elena |
| Melhor Atriz | Melhor Ator |
| - Alessandra Negrini – O Abismo Prateado como Violeta Pasquim - Denise Fraga – Hoje como Vera - Gloria Pires – Flores Raras como Lota de Macedo Soares - Hermila Guedes – Era Uma Vez Eu, Verônica como Verônica - Isis Valverde – Faroeste Caboclo como Maria Lúcia                                                                                            | - Irandhir Santos – Tatuagem como Clécio Wanderley - Edmilson Filho – Cine Holliúdy como Francisgleydisson "Francis" Peixoto da Silveira - Fabrício Boliveira – Faroeste Caboclo como João de Santo Cristo - Thiago Mendonça – Somos Tão Jovens como Renato Russo - Wagner Moura – A Busca como Theo Gadelha |
| Melhor Atriz Coadjuvante | Melhor Ator Coadjuvante |
| - Maeve Jinkings – O Som ao Redor como Bia - Fernanda Montenegro – O Tempo e o Vento como Bibiana Terra Cambará - Laila Zaid – Somos Tão Jovens como Ana Cláudia - Nathalia Timberg – Vendo ou Alugo como Maria Eudóxia - Simone Spoladore – A Memória que me Contam como Ana                                                                                   | - W.J. Solha – O Som ao Redor como Francisco - Felipe Abib – Faroeste Caboclo como Jeremias - Lima Duarte – A Busca como Sal Gadelha - Miguel Thiré – A Memória que me Contam como Eduardo - Walmor Chagas – A Coleção Invisível como Samir |
| Melhor Roteiro Original | Melhor Roteiro Adaptado |
| - O Som ao Redor – Kleber Mendonça Filho - Uma História de Amor e Fúria – Luiz Bolognesi - O Que Se Move – Caetano Gotardo - Tabu – Miguel Gomes e Mariana Ricardo - Tatuagem – Hilton Lacerda | - Faroeste Caboclo – Victor Atherino e Marcos Bernstein, baseado na canção Faroeste Caboclo, de Renato Russo - Hoje – Jean-Claude Bernardet, Rubens Rewald, Felipe Sholl, baseado no livro Prova Contrária, de Fernando Bonassi - Flores Raras – Carolina Kotscho e Matthew Chapman, baseado no romance Flores Raras e Banalíssimas, de Carmen L. Oliveira - O Abismo Prateado – Beatriz Bracher e Karim Aïnouz, inspirado na canção Olhos nos Olhos, de Chico Buarque - Somos Tão Jovens – Marcos Bernstein, baseado no livro Renato Russo: O Filho da Revolução, de Carlos Macedo |
| Melhor Documentário | Revelação do Ano |
| - Elena – Bernardo Bath - Doméstica – Rachel Ellis - Dossiê Jango – Tereza Alvarez - Kátia – Leonardo Mecchi, Alcilene Cavalcante, Karla Holanda - O Dia que Durou 21 Anos – Karla Ladeia | - Jesuíta Barbosa – Tatuagem como Arlindo Araújo "Fininha" - Caetano Gotardo –O Que Se Move, diretor e escritor do filme - Graziela Felix – Rânia como Rânia - Gustavo Jahn – O Som ao Redor como João - Rodrigo Garcia – Tatuagem como Paulo "Paulete" |
| Melhor Direção de Fotografia | Melhor Direção de Arte |
| - Tabu – Rui Poças - Faroeste Caboclo – Gustavo Hadba - Flores Raras – Mauro Pinheiro Jr - O Abismo Prateado – Mauro Pinheiro Jr - Serra Pelada – Lito Mendes da Rocha | - Tatuagem – Renata Pinheiro - Flores Raras – José Joaquim Salles - O Som ao Redor – Juliano Dornelles - Serra Pelada – Tulé Peak - Tabu – Silke Fischer |
| Melhor Figurino | Melhor Maquiagem |
| - Tatuagem – Chris Garrido - Cine Holliúdy – Joana Fonteles - Faroeste Caboclo – Valeria Stefani - Flores Raras – Marcelo Pies - Serra Pelada – Bia Salgado | - Tatuagem – Donna Meirelles - Faroeste Caboclo – Auri Mota - Flores Raras – Lucila Robirosa - Serra Pelada – Siva Rama Terra - Somos Tão Jovens – Rosemary Paiva, André Anastácio e Ragnel Vandelli |
| Melhor Montagem | Melhor Efeito Visual |
| - O Som ao Redor – Kleber Mendonça Filho e João Maria - Faroeste Caboclo – Marcio Hashimoto - Serra Pelada – Marcio Hashimoto - Tabu – Miguel Gomes e Telmo Churro - Tatuagem – Mair Tavares | - Serra Pelada – Sergio Farjalla Jr - Faroeste Caboclo – Hamilton Ressinger e Claudio Braga - Flores Raras – Sergio Farjalla Jr - O Tempo e o Vento – Sergio Farjalla Jr - Uma História de Amor e Fúria – Daniel Grego |
| Melhor Som | Melhor Trilha Sonora |
| - O Som ao Redor – Kleber Mendonça Filho, Pablo Lamar, Nicolas Hallet e Simone Dourado - Faroeste Caboclo – Miriam Biderman, Leandro Lima e Paulo Gama - Serra Pelada – Ana Mouriño, Martín Grignaschi e Lucas Page - Tatuagem – Danilo Carvalho e Waldir Xavier - Uma História de Amor e Fúria – Waldir Xavier                                                 | - Tatuagem – DJ Dolores - Elena – Fil Pinheiro, Vitor Araújo, Maggie Hastings Clifford e Gustavo Ruiz - Faroeste Caboclo – Phillipe Seabra e Lucas Marcier - O Som ao Redor – DJ Dolores - Somos Tão Jovens – Carlos Trilha |
| Melhor Elenco | Melhor Filme Estrangeiro |
| - Tatuagem – Rutílio de Oliveira, Amanda Gabriel - Faroeste Caboclo – Marcela Altberg e Sergio Penna - O Que Se Move – Maria Clara Escobar e Lara Lima - O Som ao Redor – Daniel Aragão, Amanda Gabriel e Leonardo Lacca - Serra Pelada – Ricardo Karam | - A Grande Beleza (Itália) - A Caça (Dinamarca) - Amor (Áustria) - Gravidade (Estados Unidos) - Um Estranho no Lago (França) |

## Estatísticas

### Filmes com mais indicações e vitórias
| Nomeações | Filme                        |
| --------- | ---------------------------- |
| 13        | Faroeste Caboclo             |
| 13        | Tatuagem                     |
| 11        | O Som ao Redor               |
| 8         | Serra Pelada                 |
| 7         | Flores Raras                 |
| 6         | Tabu                         |
| 5         | O Abismo Prateado            |
| 5         | Somos Tão Jovens             |
| 3         | Elena                        |
| 3         | O Que se Move                |
| 3         | Uma História de Amor e Fúria |
| 2         | A Busca                      |
| 2         | A Memória que me Contam      |
| 2         | Cine Holliúdy                |
| 2         | Hoje                         |
| 2         | O Tempo e o Vento            |

| Prêmios | Filme          |
| ------- | -------------- |
| 7       | O Som ao Redor |
| 7       | Tatuagem       |